# Daniel Robb
Daniel Paul Drummond Robb (* 21. Dezember 1988 in Edmonton) ist ein kanadischer Biathlet.
Daniel Robb ist Student und startet für den Edmonton Nordic Ski Club. Sein internationales Debüt gab er im Rahmen der Biathlon-Juniorenweltmeisterschaften 2007 in Martell, wo er 62. des Einzels und 67. des Sprints wurde. Bei den Juniorenrennen der Nordamerikameisterschaften in Fort Kent gewann er die Titel in Sprint und Verfolgung. Bei den Nordamerikanischen Meisterschaften im Sommerbiathlon 2008 im Rollerski lief er sei erste internationale Meisterschaft bei den Männern und wurde hier 13. des Einzels sowie 17. des Sprints und der Verfolgung.
National gewann er bei den Landesmeisterschaften 2005 die Bronzemedaille im Sprint der Jugend und war ein Jahr später bei den Western Championships Erster und Zweiter in den Juniorenrennen.